# Ilha de Itaparica
A Ilha de Itaparica é a maior ilha marítima do Brasil. Está localizada na Baía de Todos os Santos, no estado da Bahia, e seus 239 quilômetros quadrados de superfície são divididos entre os municípios de Itaparica e de Vera Cruz. Tem mais de 36 quilômetros de comprimento.
Ela fica a 45 minutos de Salvador por balsa (Travessia Marítima Salvador/Itaparica) ou pelo sistema de transporte marítimo de Mar Grande (Travessia Salvador-Mar Grande); e está ligada ao continente, no extremo sudeste pela ponte João das Botas, trecho da BA-001 sobre o estreito do Funil.[carece de fontes?] A ilha de Itaparica está localizada a treze quilômetros, via balsa, de Salvador e é a maior das 56 ilhas da Baía de Todos os Santos.[carece de fontes?]
Estaleiros da Ilha de Itaparica eram também empório de construções navais da colônia: ali se armou a primeira quilha da Marinha de Guerra do Brasil. Nesta época, também existiam cinco destilarias de aguardente, além das fábricas de cal (nove, em meados do século XIX). Porém, a maior atividade econômica da ilha foi a pesca da baleia, sobretudo durante os séculos XVII e XVIII. Por este fato, antes de chamar-se Itaparica, era conhecida como Arraial da Ponta das Baleias.[carece de fontes?]

## Etimologia
O topônimo "Itaparica" é originado de um vocábulo da língua tupi antiga, porém, tupinólogos e historiadores tem opiniões diferentes sobre o seu significado. Para Eduardo de Almeida Navarro, "Itaparica" é oriundo do termo tupi itápirika, que significa "pederneira" (itá, "pedra" + pirika, "faiscante"); já Teodoro Sampaio argumentava que o topônimo é um vocábulo tupi que significa “cerca feita de pedras”. Frederico Edelweiss defendeu que o termo tupi foi modificado pelos portugueses que associariam a vista da ilha à vista de Lisboa para Caparica , no outro lado do rio Tejo.
O historiador Ubaldo Osório Pimentel, autor de A Ilha de Itaparica: história e tradição, citou que o cacique Taparica residia e dominava toda a ilha, sendo esse pai de Catarina Paraguaçu e a origem do nome dela. Santa Rita Durão, em seu poema épico Caramuru, reforçou tal hipótese quando escreveu: "De Taparica um príncipe possante que domina e dá nome à fértil ilha“.

## História

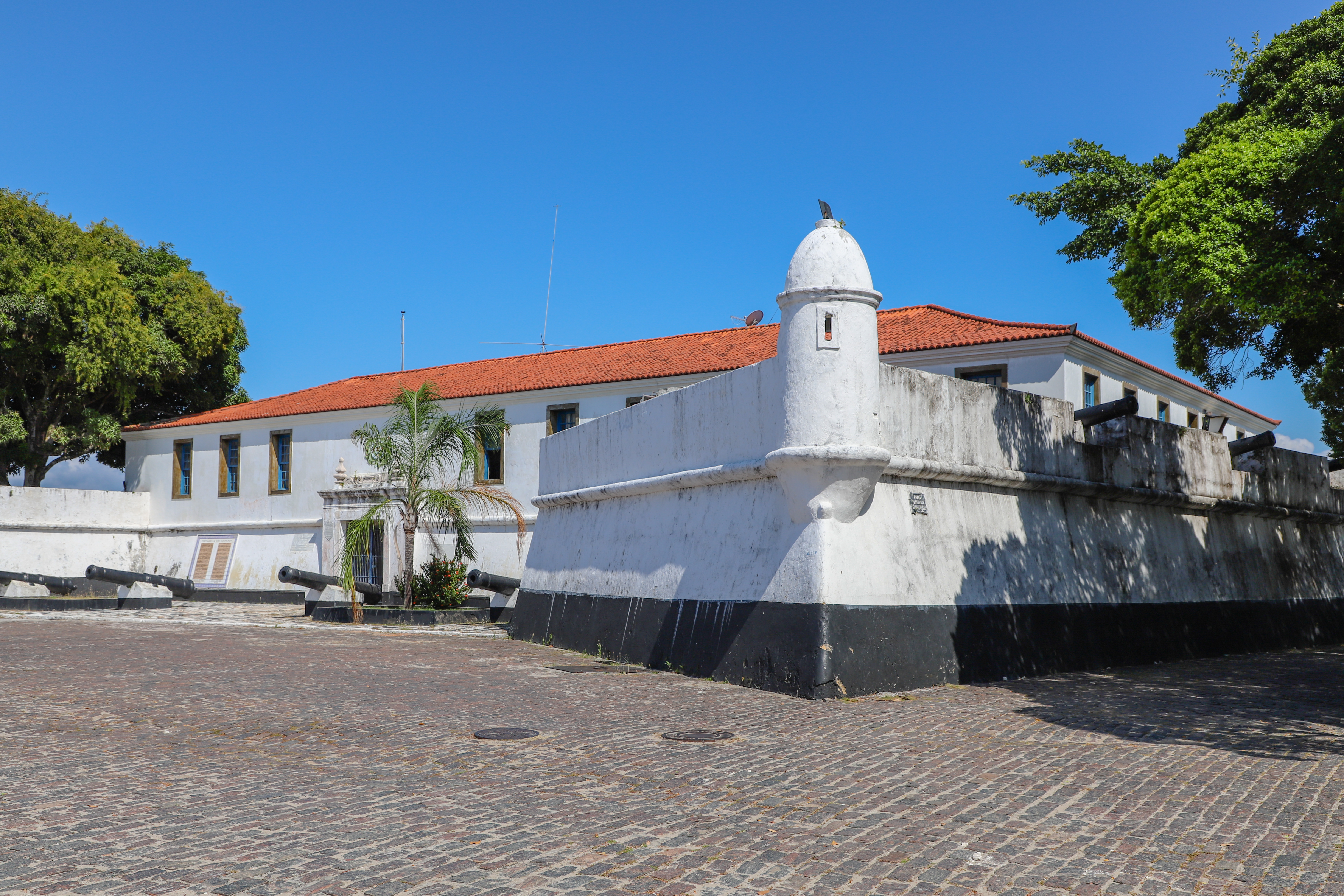
Fachada do Forte de São Lourenço

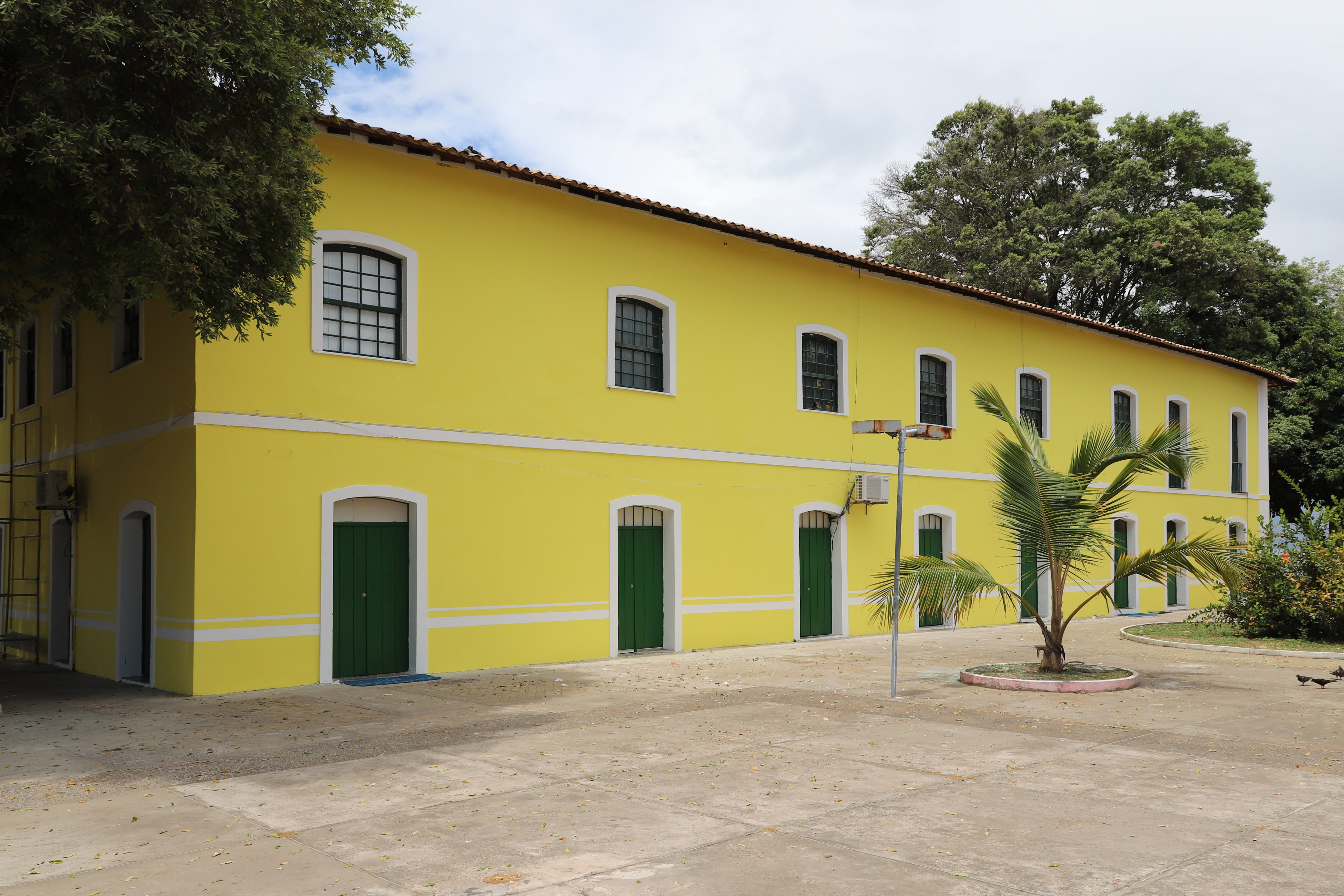
O Sobrado Tenente João das Botas

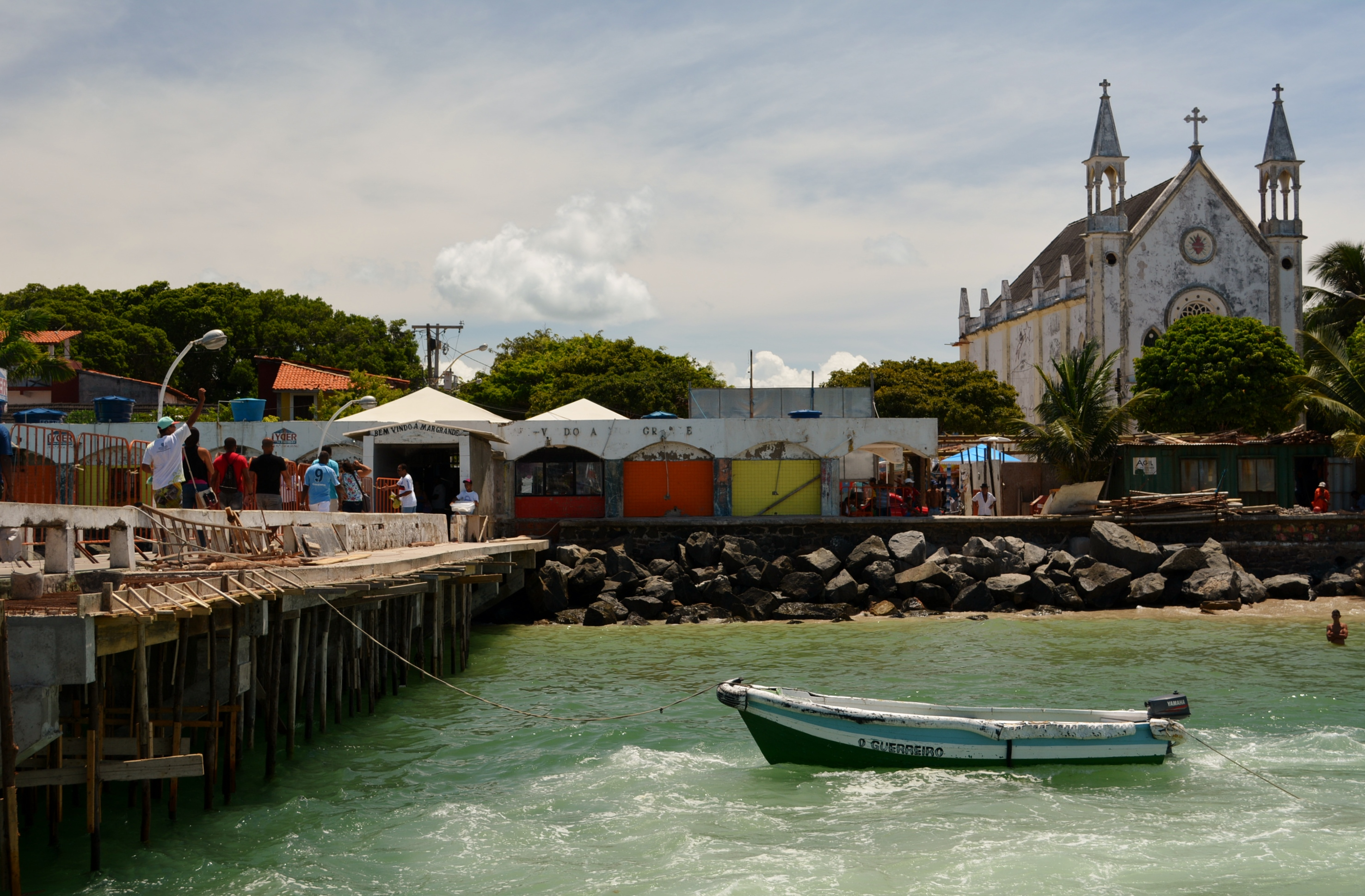
Mar Grande, distrito-sede do município de Vera Cruz

A ilha foi descoberta pelos europeus em 1º de novembro de 1501 por Américo Vespúcio, juntamente com a Baía de Todos os Santos. Porém a ilha já era ocupada por populações tupinambás.[carece de fontes?]
Em 1552, o primeiro governador-geral do Brasil Tomé de Souza doou a Ilha de Itaparica juntamente com Matarandiba como sesmaria a António de Ataíde, 1.º Conde da Castanheira. Mais tarde, em 1556, foi convertida pelo Rei João III de Portugal em capitania hereditária, passando a ser inclusa ao morgado instituído em Portugal pela mãe do Conde da Castanheira, Dona Violante de Távora em 1526.
A ocupação europeia deu-se a partir de um pequeno núcleo de povoamento fundado por jesuítas na contra-costa em 1560, onde hoje se localiza a vila de Baiacu – então denominada Vila do Senhor da Vera Cruz. Nesse período, foi nela iniciada a plantação de cana-de-açúcar, assim como a cultura do trigo, tendo recebido os primeiros exemplares de gado bovino da região. Foi ainda em Baiacu que aqueles religiosos fizeram erguer a primeira obra de engenharia hidráulica da colônia: uma barragem para o suprimento de água potável e para os serviços da povoação.[carece de fontes?]
A riqueza gerada nesse curto espaço de tempo levou a que corsários ingleses atacassem a ilha já em 1597. Entre os anos de 1600 e 1647, foi invadida pelos holandeses. Durante a última destas invasões, os holandeses chegaram a construir um forte na cidade de Itaparica denominado Forte de São Lourenço.[carece de fontes?]
Itaparica foi palco de batalha durante as lutas de Independência da Bahia, entre 1821 e 1823, com ênfase na Batalha de Itaparica que aconteceu em mar e terra durante os dias 7, 8 e 9 de janeiro de 1823. A vitória dos itaparicanos concedeu à ilha o título de "Denodada Vila de Itaparica".
Foi em Itaparica que se assentou a primeira máquina a vapor em terras brasileiras, no ano de 1815 no engenho de Ingá-Açu.
A ilha foi emancipada de Salvador e elevada à categoria de vila com a denominação de Denodada Vila de Itaparica, por decreto imperial de 25 de outubro de 1831, com sede na antiga povoação do Santíssimo Sacramento de Itaparica. A câmera da vila foi instalada no Solar Tenente João das Botas, em 4 de agosto de 1833. Foi elevada à condição de cidade, durante o governo de Virgílio Damásio com a denominação de Itaparica, por ato de 31 de outubro de 1890. Posteriormente, em julho de 1962 o município foi desmembrado em três: Itaparica, Vera Cruz e Salinas da Margarida.

## Preservação

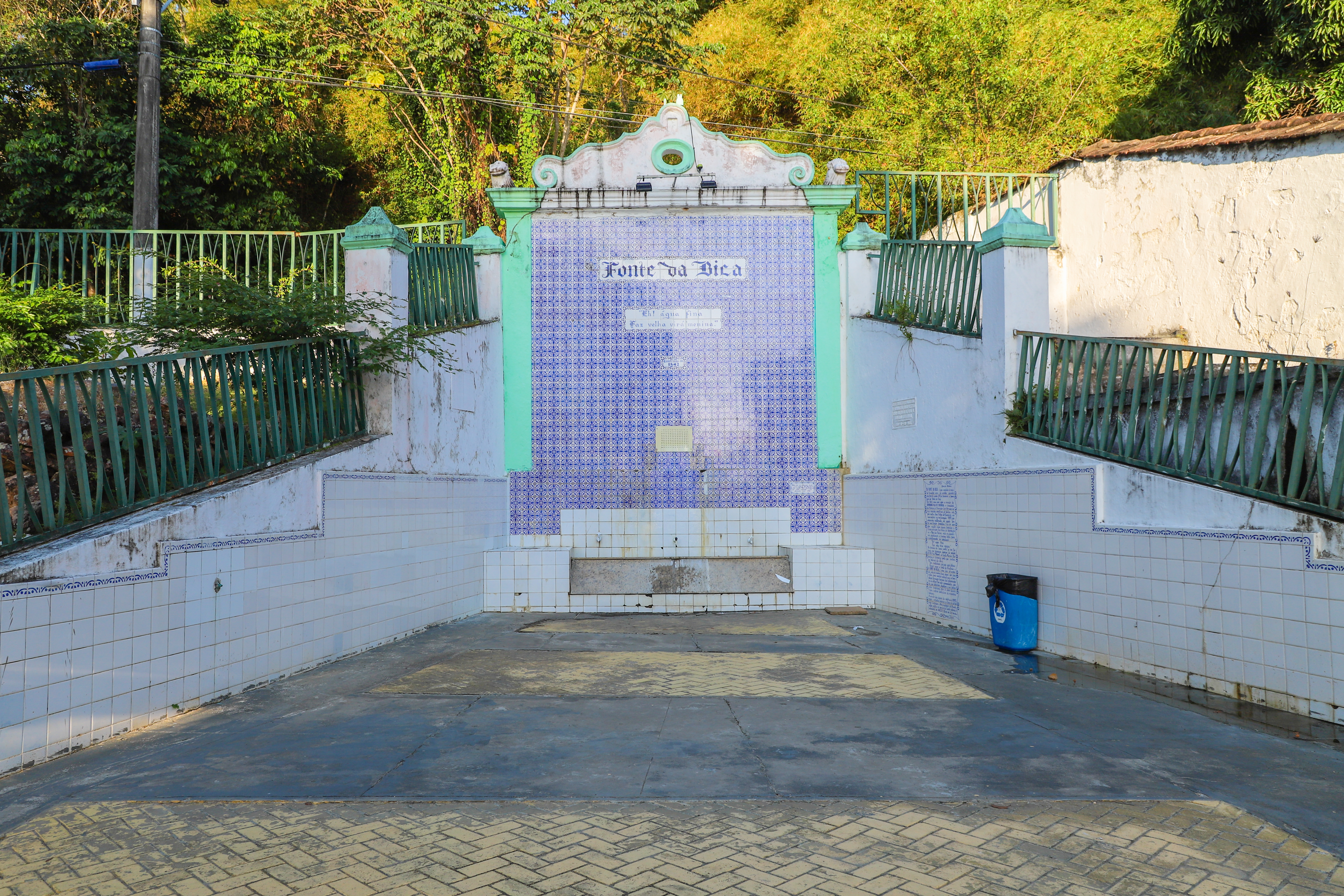
A Fonte da Bica (Itaparica), em Itaparica

A costa, em grande extensão, é cercada por recifes de corais, denominados "Recifes das Pinaúnas", que se prolongam de Bom Despacho até a Cacha Pregos. Foi constituída, através do Decreto-lei 467, de 20 de outubro de 1997, a Área de Preservação Ambiental Pinaúnas. Além da importância histórica e singularidade geográfica, a Ilha de Itaparica possui um conjunto histórico e arquitetônico dos mais aprazíveis, praias de águas mornas, folclore diversificado, artesanato próprio e culinária das mais apreciadas em todo o Brasil.[carece de fontes?]
Entre a sede do município de Itaparica e a praia de Cacha-Pregos, pontos extremos da costa da ilha, existem praias protegidas por uma linha de recifes lhe serve de quebra-mar, diminuindo a força das ondas e formando um viveiro natural de polvos, lagostas e outros mariscos. A maioria destas praias tem águas rasas, mansas e mornas.[carece de fontes?]

## Representações culturais

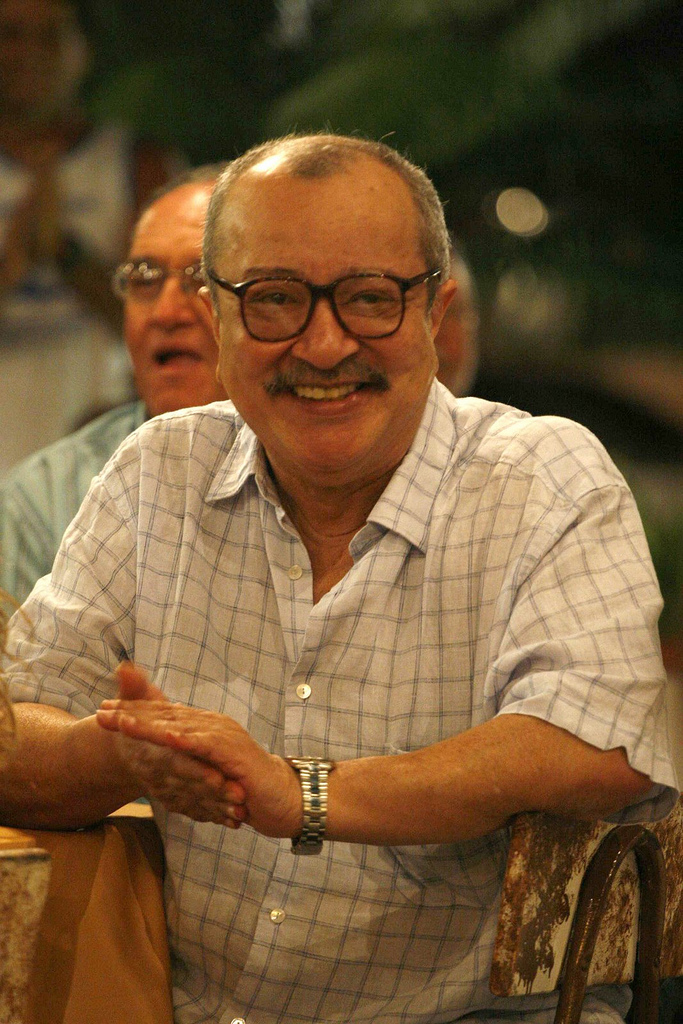
O escritor João Ubaldo Ribeiro, natural da ilha

A ilha ganhou soneto do poeta Gregório de Matos em uma reverência a suas belezas naturais.
No século XVIII, o poeta Manuel de Santa Maria (Frei Itaparica) descreveu a paisagem da ilha.
Xavier Marques foi um jornalista, político e escritor brasileiro que nasceu na cidade de Itaparica em 1861, e que eternizou Maria Felipa no seu romance histórico premiado pela Academia Brasileira de Letras O Sargento Pedro.
Na "ilha" — como é simplesmente chamada pelos moradores de Salvador — nasceu e morou, durante muitos anos, o escritor João Ubaldo Ribeiro. Sua principal obra, Viva o Povo Brasileiro, é ambientada em Itaparica, desde os tempos em que era habitada pelos indígenas, passando por sucessivas gerações.